# Себастіан Стен
Себастіан Стен (англ. Sebastian Stan; нар. 13 серпня 1982, Констанца, Румунія) — американський актор румунського походження. З 2011 року грає Бакі Барнса / Зимового солдата у кіновсесвіті Marvel, починаючи з фільму «Перший месник». Зіграв Картера Бейзіна в телесеріалі «Пліткарка» (2007—2010) та Капелюшника / Джефферсона у фентезійному телесеріалі каналу ABC «Якось у казці» (2012).
Призер Берлінського міжнародного кінофестивалю та лауреат премії «Золотий глобус» за головну роль у чорній трагікомедії «Інша людина» (2024). Номінант на центральні премії «сезону кінонагород», зокрема «Оскар», за роль молодого Дональда Трампа в трагікомедії «Учень. Історія Трампа» (2024).

## Біографія
Стен народився у Констанці (Румунія). Його батьки розлучились, коли Себастіану було лише два роки. У віці восьми років через революцію 1989 року він та його мати переїхали до Відня (Австрія), де мати працювала піаністкою та вдруге вступила в шлюб. Через чотири роки, коли Стену було 12, вони переїхали в США та оселилися в окрузі Рокленд, штату Нью-Йорк, коли його вітчиму запропонували роботу директора приватної академії.
Себастіан Стен почав грати у шкільних постановках класичних п'єс, наприклад «Гарві», «Сірано де Бержерак», «Вестсайдська історія» тощо. У старших класах він провів літо в театральному літньому таборі Stagedoor Manor. Після проведеного там часу, Стен остаточно зробив вибір кар'єри.

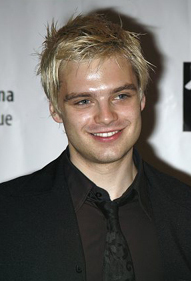
Себастіан Стен на Премії Ліги Драми 2007

Після завершення школи Себастіан подав документи на акторські відділення декількох американських університетів. Його прийняли в Рутгерський університет (Mason Gross School of the Arts) у штаті Нью-Джерсі. Там він отримав диплом бакалавра з акторської майстерності. Після закінчення університету актор провів рік на навчанні та стажуванні у відомому лондонському театрі «Глобус».

## Кар'єра
З 2007 року Себастіан Стен почав зніматися в популярному серіалі «Пліткарка» у ролі Картера Бейзена. У цьому ж році актор отримав роль Лео у фільмі «Освіта Чарлі Бенкса».
У 2008 році Стен знявся у фільмі «Рейчел одружується», а в 2009 — у фільмі «Бабій». У 2009 році він почав зйомки в телевізійному серіалі «Королі» в ролі Джека Бенджаміна.

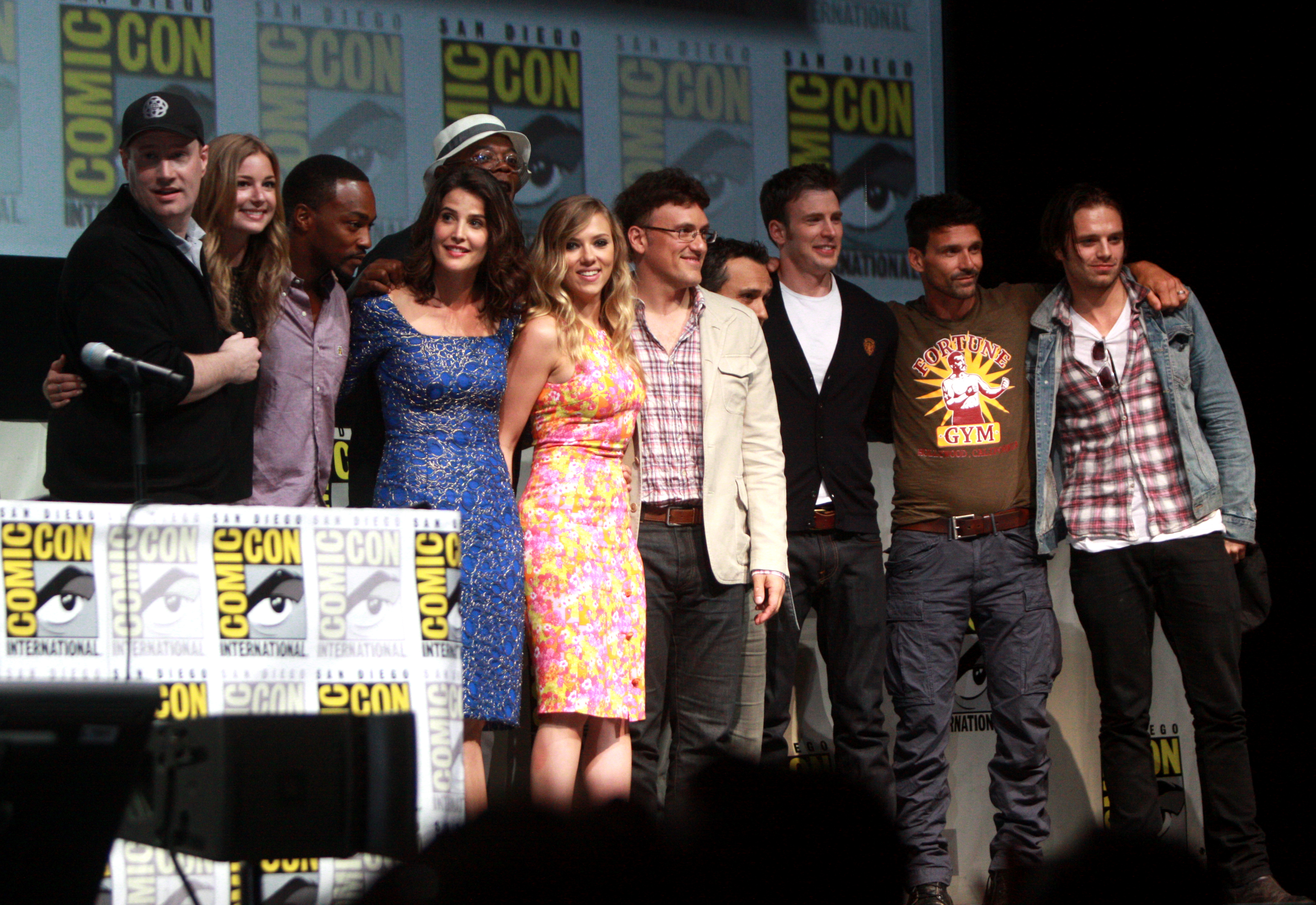
Акторський склад фільму «Перший месник: Друга війна». Себастіан Стен крайній праворуч

У 2010 вийшов фільм «Машина часу в джакузі», де Себастіан Стен зіграв роль головного антагоніста Блейна. Цього ж року він з'явився у балетному триллері «Чорний лебідь» Даррена Аронофскі. У 2010 році Себастіан знявся у фільмі «Перший месник», в ролі «Бакі» Барнса — друга Капітана Америки. Він почав зніматися у фантастичному фільмі жахів «Поява» у лютому цього року, реліз фільму відбувся 24 серпня 2012.
У 2012 році він знявся в трилері «Гра на виживання» і почав зніматися у серіалі «Якось у казці» у ролі Капелюшника.
У 2014 році вийшов фільм «Перший месник: Друга війна», де Стен знову зіграв Бакі, що став Зимовим Солдатом. Він також знявся в кліпі Гейден Панеттьєр «Wake up call».
У 2024 році виконав головні ролі в трагікомедіях «Інша людина» та «Учень. Історія Трампа». За роль бізнесмена (на момент подій фільму) Дональда Трампа номінувався на центральні премії «сезону кінонагород», зокрема «Оскар».

## Особисте життя
У 2008 Себастіан почав зустрічатися з колегою по серіалу «Пліткарка» Лейтон Містер. Вони розійшлися у квітні 2010 року. В нього був короткий роман з актрисою Діанною Агрон, також відомою за роллю Квінн Фабре у серіалі «Хор». З травня 2012 він почав зустрічатися з колегою по серіалу «Якось у казці» Дженніфер Моррісон. Вони зустрічалися близько року.
З 2022 року у стосунках з акторкою Аннабелль Волліс.

## Фільмографія

### Фільми
| Рік  |   | Українська назва                     | Оригінальна назва                      | Роль                        |
| ---- | - | ------------------------------------ | -------------------------------------- | --------------------------- |
| 1994 | ф |                                      | 71 Fragments of a Chronology of Chance | хлопчик в метро             |
| 2004 | ф | Весілля Тоні і Тіни                  | Tony n' Tina's Wedding                 | Джонні                      |
| 2005 | ф | Червоні двері                        | Red Doors                              | Саймон                      |
| 2006 | ф | Архітектор                           | The Architect                          | Мартін Вотерс               |
| 2006 | ф | Угода з дияволом                     | The Covenant                           | Чейз Коллінз                |
| 2007 | ф | Освіта Чарлі Бенкса                  | The Education of Charlie Banks         | Лео                         |
| 2008 | ф | Рейчел одружується                   | Rachel Getting Married                 | Волтер                      |
| 2009 | ф | Бабій                                | Spread                                 | Гаррі                       |
| 2010 | ф | Машина часу в джакузі                | Hot Tub Time Machine                   | Блейн                       |
| 2010 | ф | Чорний лебідь                        | Black Swan                             | Ендрю                       |
| 2011 | ф | Перший месник                        | Captain America: The First Avenger     | Джеймс «Бакі» Барнс         |
| 2012 | ф | Гра на виживання                     | Gone                                   | Біллі                       |
| 2012 | ф | Явище                                | The Apparition                         | Бен                         |
| 2014 | ф | Перший месник: Друга війна           | Captain America: The Winter Soldier    | Бакі Барнс / Зимовий солдат |
| 2015 | ф | Бронза                               | The Bronze                             | Ленс Такер                  |
| 2015 | ф | Людина-мураха                        | Ant-man                                | Бакі Барнс / Зимовий солдат |
| 2015 | ф | Рікі і Флеш                          | Ricki and the Flash                    | Джошуа Браммель             |
| 2015 | ф | Марсіянин                            | The Martian                            | Кріс Бек                    |
| 2016 | ф | Перший месник: Протистояння          | Captain America: Civil war             | Бакі Барнс / Зимовий солдат |
| 2017 | ф | Удача Лохана                         | Logan Lucky                            | Дейтон Вейт                 |
| 2017 | ф | Я, Тоня                              | I, Tonya                               | Джефф Гіллулі               |
| 2017 | ф |                                      | I'm Not Here                           | Стів                        |
| 2018 | ф |                                      | Destroyer                              | детектив Кріс               |
| 2018 | ф | Ми завжди жили в замку               | We Have Always Lived in the Castle     | Чарльз Блеквуд              |
| 2018 | ф | Чорна Пантера                        | Black Panther                          | Бакі Барнс / Зимовий солдат |
| 2018 | ф | Месники: Війна нескінченності        | Avengers: Infinity War                 | Бакі Барнс / Зимовий солдат |
| 2019 | ф | Месники: Завершення                  | The Avengers: Endgame                  | Бакі Барнс / Зимовий солдат |
| 2019 | ф | Коханці                              | Endings, Beginnings                    | Френк                       |
| 2019 | ф |                                      | The Last Full Measure                  | Скотт Гаффман               |
| 2020 | ф | Диявол завжди тут                    | The Devil All The Time                 | шериф Лі Бодекер            |
| 2020 | ф | Понеділок                            | Monday                                 | Міккі                       |
| 2022 | ф | 355                                  | 355                                    | Нік                         |
| 2022 | ф | Свіжий                               | Fresh                                  | Стів                        |
| 2023 | ф | Мистецтво обману                     | Sharper                                | Макс                        |
| 2023 | ф | Небезпечне побачення                 | Ghosted                                | «Бог»                       |
| 2023 | ф | Дурні гроші                          | Dumb Money                             | Влад Тенев                  |
| 2024 | ф | Інша людина                          | A Different Man                        | Едвард                      |
| 2024 | ф | Учень. Історія Трампа                | The Apprentice                         | Дональд Трамп               |
| 2025 | ф | Капітан Америка: Чудесний новий світ | Captain America: Brave New World       | Бакі Барнс / Зимовий солдат |
| 2025 | ф | Громовержці*                         | Thunderbolts*                          | Бакі Барнс / Зимовий солдат |
| 2026 | ф | Месники: Судний день                 | Avengers: Doomsday                     | Бакі Барнс / Зимовий солдат |

### Телебачення
| Рік       |    | Українська назва               | Оригінальна назва                 | Роль                                                                           |
| --------- | -- | ------------------------------ | --------------------------------- | ------------------------------------------------------------------------------ |
| 2003      | с  | Закон і порядок                | Law & Order                       | Джастін Кепшоу (Епізод: "Sheltered")                                           |
| 2007—2010 | с  | Пліткарка                      | Gossip Girl                       | Картер Бейзен (11 епізодів)                                                    |
| 2009      | с  | Королі                         | Kings                             | Джек Бенджамін (13 епізодів)                                                   |
| 2012      | с  | Якось у казці                  | Once Upon a Time                  | Капелюшник / Джефферсон (6 епізодів)                                           |
| 2012      | с  | Політичні тварини              | Political Animals                 | Томас «Ті Джей» Хеммонд (6 епізодів)                                           |
| 2012      | с  | Лабіринт                       | Labyrinth                         | Вілл (2 епізоди)                                                               |
| 2017      | с  |                                | I'm Dying Up Here                 | Клей Аппуццо (Епізод: "Pilot")                                                 |
| 2021      | с  | Сокіл та Зимовий солдат        | The Falcon and the Winter Soldier | Бакі Барнс / Зимовий солдат / Білий вовк (6 епізодів)                          |
| 2021      | с  | Marvel Studios: Загальний збір | Marvel Studios: Assembled         | у ролі самого себе (Епізод: "The Making of The Falcon and the Winter Soldier") |
| 2021—2023 | мс | А що як…?                      | What If…?                         | Бакі Барнс / Зимовий солдат (5 епізодів)                                       |
| 2022      | с  | Пем і Томмі                    | Pam & Tommy                       | Томмі Лі (8 епізодів)                                                          |

### Відеоігри
| Рік  |    | Українська назва               | Оригінальна назва              | Роль                        |
| ---- | -- | ------------------------------ | ------------------------------ | --------------------------- |
| 2011 | вг | Captain America: Super Soldier | Captain America: Super Soldier | Бакі Барнс / Зимовий солдат |